# Xylopiastrum macrocarpum
Xylopiastrum macrocarpum là loài thực vật có hoa thuộc họ Na. Loài này được (Vahl ex Dunal) Roberty miêu tả khoa học đầu tiên năm 1953.